# Edonis helena
Edonis helena – gatunek ważki z rodziny ważkowatych (Libellulidae); jedyny przedstawiciel rodzaju Edonis. Występuje na terenie Ameryki Południowej – od południowo-wschodniej Brazylii po północno-wschodnią Argentynę.